# Myspace
MySpace este un site web de tip așa numit social foarte popular care oferă utilizatorilor posibilitatea creării unei rețele internaționale de prieteni, profiluri personale, bloguri, grupuri, fotografii, muzică și videoclipuri. Sediul MySpace se află în Beverly Hills, California, Statele Unite.
Face parte din fenomenul din Internet numit "Web 2.0".
Rețeaua MySpace a fost cumpărată în anul 2005 de compania media News Corporation pentru suma de 580 de milioane de dolari și vândută în 2011 pentru 35 de milioane de dolari.